# Парламентарни избори у Србији 2014.
Ванредни парламентарни избори 2014. у Србији одржани су 16. марта, а истог дана су одржани и ванредни избори за локалну власт у Београду. Били су то десети парламентарни избори од увођења вишестраначја у Србији, а седми ванредни.

## Позадина
Након хапшења Мирослава Мишковића (децембар 2012. године) и других честих хапшења познатих и непознатих лица, сва истраживања јавног мњења су показивала да је рејтинг СНС-а изнад 40%. У августу 2013. године је извршена реконструкција владе и искључен је УРС. Према ставовима аналитичара које је објављивао ЦеСИД-а, постојао је дисбаланс између реалне политичке моћи Александра Вучића и СНС-а и њихове формалне заступљености у институцијама.
Непуне две године по одржавању претходних, редовних парламентарних избора, а после одлуке председништава СНС-а и СПС-а, одлучено је да се сазив скупштине и влада распусте зарад „провере воље народа” и „добијања политичког легитимитета”, те је најављено да ће председник владе Ивица Дачић вратити мандат председнику Србије, Томиславу Николићу и затражити расписивање ванредних избора. Влада је званичан предлог усвојила и упутила Николићу 28. јануара, а он је најавио да ће изборе расписати и званичан датум њиховог одржавања саопштити 29. јануара, што је и иначе дан када истиче крајњи рок, како би се избори одржали 16. марта. Наредног дана, Николић је потписао указ о распуштању Народне скупштине Републике Србије и званично расписао изборе.

## Расписивање, рокови и прописи
С обзиром да су избори званично расписани 29. јануара, то је према уставу Србије последњи рок како би се они одржали истог дана када и локални избори у Београду, 16. марта.
Ови избори су били девети од када се избор посланика врши по пропорционалном Д’Онтовом систему највећих количника, седми ванредни, те четврти од када је Србија поново постала суверена држава..
На овим изборима, изборне листе које су се кандидовале, морале су да прикупе најмање 10.000 бирачких потписа, да би њихову кандидатуру прихватила Републичка изборна комисија (РИК). Да би добиле мандате у Скупштини, изборне листе су морале да пређу и цензус од 5%, осим листа националних мањина, за које је важио природни цензус.
Изборна тишина је трајала од 14. до 16. марта у 20 часова.

## Проглашене листе
| #  | Назив | Назив | Назив | Први на листи      | Главна идеологија          | Политичка позиција        |
| -- | ----- | --- | --- | ------------------ | -------------------------- | ------------------------- |
| 1  |       | - АЛЕКСАНДАР ВУЧИЋ — БУДУЋНОСТ У КОЈУ ВЕРУЈЕМО - СНС, СДПС, НС, ПС, СПО, ДХСС, ПСС—БК, НСС, УСС                                                                                | - АЛЕКСАНДАР ВУЧИЋ — БУДУЋНОСТ У КОЈУ ВЕРУЈЕМО - СНС, СДПС, НС, ПС, СПО, ДХСС, ПСС—БК, НСС, УСС                                                                                | Александар Вучић   | Популизам                  | Велики шатор              |
| 2  |       | - ИВИЦА ДАЧИЋ — „Социјалистичка партија Србије (СПС), Партија уједињених пензионера Србије (ПУПС), Јединствена Србија (ЈС)” - СПС, ПУПС, ЈС                                    | - ИВИЦА ДАЧИЋ — „Социјалистичка партија Србије (СПС), Партија уједињених пензионера Србије (ПУПС), Јединствена Србија (ЈС)” - СПС, ПУПС, ЈС                                    | Ивица Дачић        | Популизам                  | Велики шатор              |
| 3  |       | - Демократска странка Србије — Војислав Коштуница - ДСС | - Демократска странка Србије — Војислав Коштуница - ДСС | Војислав Коштуница | Национални конзервативизам | Десница                   |
| 4  |       | - ЧЕДОМИР ЈОВАНОВИЋ — ЛДП, БДЗС, СДУ - ЛДП, БДЗС, СДУ | - ЧЕДОМИР ЈОВАНОВИЋ — ЛДП, БДЗС, СДУ - ЛДП, БДЗС, СДУ | Чедомир Јовановић  | Либерализам                | Центар                    |
| 5  |       | листа националне мањине | - Vajdasági Magyar Szövetség — Pásztor István — Савез војвођанских Мађара — Иштван Пастор - СВМ                                                                                | Балинт Пастор      | Мађарска мањинска права    | Десни центар              |
| 6  |       | - СРПСКА РАДИКАЛНА СТРАНКА — ДР ВОЈИСЛАВ ШЕШЕЉ - СРС, Образ, СНП Наши | - СРПСКА РАДИКАЛНА СТРАНКА — ДР ВОЈИСЛАВ ШЕШЕЉ - СРС, Образ, СНП Наши | Војислав Шешељ     | Ултранационализам          | Крајња десница            |
| 7  |       | - УЈЕДИЊЕНИ РЕГИОНИ СРБИЈЕ — МЛАЂАН ДИНКИЋ - УРС | - УЈЕДИЊЕНИ РЕГИОНИ СРБИЈЕ — МЛАЂАН ДИНКИЋ - УРС | Млађан Динкић      | Либерални конзервативизам  | Десни центар              |
| 8  |       | - „СА ДЕМОКРАТСКОМ СТРАНКОМ ЗА ДЕМОКРАТСКУ СРБИЈУ” - ДС, НОВА, ДСХВ, БС, УСС Слога                                                                                             | - „СА ДЕМОКРАТСКОМ СТРАНКОМ ЗА ДЕМОКРАТСКУ СРБИЈУ” - ДС, НОВА, ДСХВ, БС, УСС Слога                                                                                             | Драган Ђилас       | Социјалдемократија         | Леви центар               |
| 9  |       | - ДВЕРИ — БОШКО ОБРАДОВИЋ - Двери | - ДВЕРИ — БОШКО ОБРАДОВИЋ - Двери | Бошко Обрадовић    | Хришћанска десница         | Крајња десница            |
| 10 |       | листа националне мањине | - СДА Санџака — др Сулејман Угљанин - СДА С | Сулејман Угљанин   | Бошњачка мањинска права    | Десница                   |
| 11 |       | - БОРИС ТАДИЋ — Нова демократска странка — Зелени, ЛСВ — Ненад Чанак, Заједно за Србију, VMDK, Заједно за Војводину, Демократска левица Рома - НДС–З, ЛСВ, ЗЗС, ДЗВМ, ЗЗВ, ДЛР | - БОРИС ТАДИЋ — Нова демократска странка — Зелени, ЛСВ — Ненад Чанак, Заједно за Србију, VMDK, Заједно за Војводину, Демократска левица Рома - НДС–З, ЛСВ, ЗЗС, ДЗВМ, ЗЗВ, ДЛР | Борис Тадић        | Социјалдемократија         | Леви центар               |
| 12 |       | - ТРЕЋА СРБИЈА — ЗА СВЕ ВРЕДНЕ ЉУДЕ - ТС | - ТРЕЋА СРБИЈА — ЗА СВЕ ВРЕДНЕ ЉУДЕ - ТС | Александар Протић  | Национални конзервативизам | Десница                   |
| 13 |       | листа националне мањине | - ЦРНОГОРСКА ПАРТИЈА — Јосип Броз - ЦП, КП | Ненад Стевовић     | Црногорска мањинска права  | Црногорска мањинска права |
| 14 |       | листа националне мањине | - ЛИСТА НАЦИОНАЛНИХ ЗАЈЕДНИЦА — БДЗ-МПСЗ-ДЗХ-МРМ-МЕП — Емир Елфић - БДЗ, ГСМ, ДЗХ, МПН, СМЈ                                                                                    | Емир Елфић         | Мањинска права             | Мањинска права            |
| 15 |       | - ДОСТА ЈЕ БИЛО — САША РАДУЛОВИЋ - ДЈБ | - ДОСТА ЈЕ БИЛО — САША РАДУЛОВИЋ - ДЈБ | Саша Радуловић     | Социјални либерализам      | Центар                    |
| 16 |       | листа националне мањине | - „КОАЛИЦИЈА ГРАЂАНА СВИХ НАРОДА И НАРОДНОСТИ (РДС-СДС)” - РДС, СДС | Мирослав Бесермењи | Мањинска права             | Мањинска права            |
| 17 |       | - Група Грађана „ПАТРИОТСКИ ФРОНТ — ДР БОРИСЛАВ ПЕЛЕВИЋ” - ССЈ, ССЗ, НППС, СС, УРВИППБС                                                                                        | - Група Грађана „ПАТРИОТСКИ ФРОНТ — ДР БОРИСЛАВ ПЕЛЕВИЋ” - ССЈ, ССЗ, НППС, СС, УРВИППБС                                                                                        | Милица Ђурђевић    | Ултранационализам          | Крајња десница            |
| 18 |       | листа националне мањине | - Руска странка — Слободан Николић - РС | Слободан Николић   | Национални конзервативизам | Десница                   |
| 18 |       | листа националне мањине | - ПАРТИЈА ЗА ДЕМОКРАТСКО ДЕЛОВАЊЕ — РИЗА ХАЛИМИ PARTIA PER VEPRIM DEMOKRATIK — RIZA HALIMI - ПДД                                                                               | Риза Халими        | Албанска мањинска права    | Десни центар              |

— мањинска листа
Напомена: Називи изборних листа су дати онако како их је прогласила РИК и одштампани на гласачком листићу (комбинација великих и малих слова и име носиоца изборне листе пре или после назива странке, односно коалиције, или одсуство носиоца изборне листе као у случају Демократске странке)

## Коалиције и странке

### Александар Вучић — Будућност у коју верујемо
Ово је листа Српске напредне странке коју предводи председник странке и први потпредседник владе Александар Вучић. На листи СНС-а се налазе и кандидати Нове Србије и Покрета социјалиста (који су били у савезу Покренимо Србију Томислава Николића, већ на изборима 2012.), а осим њих и Социјалдемократска партија Србије Расима Љајића и Српски покрет обнове (заједно са Демохришћанском странком Србије). СДПС и ДХСС су на прошлим изборима били у коалицији Избор за бољи живот, док је СПО био у савезу Преокрет.
Покрет снага Србије, Народна сељачка странка, Коалиција избеглица у Србији и Бошњачка народна странка, који су били у коалицији 2012. нису ушли као странке али су поставили своје кандидате на листи СНС-а.
Напредњаци су такође добили подршку Санџачке демократске партије, Санџачке народне партије, Покрета Динара-Дрина-Дунав, Ромске партије, Грађанске иницијативе Гора и Покрета радника и сељака, који неће међутим истицати своје кандидате.

### Ивица Дачић — СПС-ПУПС-ЈС
Листа коју предводи председник СПС-а и премијер Ивица Дачић и коју чине Социјалистичка партија Србије, Партија уједињених пензионера Србије и Јединствена Србија. Ове три странке су у савез од избора 2008.
Покрет ветерана Србије, традиционални савезник СПС-а неће овај пут бити на листи због неслагања око косовске политике Дачићеве владе и склапања Бриселског споразума.

### Демократска странка Србије — Војислав Коштуница
Демократска странка Србије је 6. фебруара предала изборну листу РИК-у и тиме наступила самостално на изборе, иако је лидер странке Војислав Коштуница сматрао могуће формирање опозиционе алијансе под називом Патриотски блок (са Дверима и евентуално са СРС-ом), која би предложила алтернативу про-европској политици већине странака у Србији.
Једино ће Покрет ветерана Србије ставити своје кандидате на листи ДСС-а. Слоган листе је Знам коме верујем — ДСС.

### Српска радикална странка — Др Војислав Шешељ
Српска радикална странка је била међу фаворитима за улазак у тзв.Патриотски блок, међутим радикали су одлучно одбили тај предлог. Али су затим направили споразум са Србским Образом Младена Обрадовића и Српским народним покретом Наши Ивана Ивановића.
СРС је добила подршку Александра Дугина и Међународног евроазијског покрета. Слоган СРС-а је И Косово и Русија (сатирични позив на Тадићев слоган И Косово и ЕУ).

### „Са Демократском странком за демократску Србију”
Демократска странка под вођством њеног председника Драгана Ђиласа и после раскола Тадићеве НДС одлучила је да наступи самостално на изборе, али је на својој листи прихватила кандидате Нове странке Зорана Живковића, Демократског савеза Хрвата у Војводини, Удружених синдиката Србије „Слога” и Богате Србије Захарија Трнавчевића.

### Борис Тадић — Нова демократска странка-Зелени-ЛСВ-ЗЗС-ДЗВМ-ЗзВ-ДЛР
Након раскола у ДС-у бивши српски председник Борис Тадић је формирао Нову демократску странку — Зелени, с којом је направио коалицију којој су се придружили Заједно за Србију Душана Петровића, Лига социјалдемократа Војводине Ненада Чанка, Демократска заједница војвођанских Мађара, Заједно за Војводину и Демократска левица Рома. Планирано је било и укључивање ЛДП-а који је међутим одбио понуду, као и СДА која иде самостално.

### Чедомир Јовановић — ЛДП, БДЗС, СДУ
Након распада коалиције Преокрет, Борис Тадић је позвао ЛДП у савез са НДС-ом, међутим одбила је тај позив критикујући га за политику коју је водио за време свог председничког мандата и пробала да склопи алијансу са ЛСВ-ом (али безуспјешно).
Затим ушла је у преговоре са Ђиласовом ДС али је и овај пут пропао дијалог. Након тога ЛДП је најавила самостално наступање на изборима у коалицији са Бошњачком демократском заједницом Санџака (контроверзна мањинско-националистичка партија настала из раскола од БДЗ-а и инспирисана од муфтије Муамера Зукорлића) и традиционално са Социјалдемократском унијом Жарка Кораћа. Асоцијација слободних и независних синдиката није истакла кандидате али је подржала ову листу.

### Остале листе
Већина осталих изборних листа одлучила је да самостално учествује на изборима а то је случај Уједињених региона Србије Млађана Динкића (после пропалих преговора са НДС-ом), Двери Бошка Обрадовића, Странке демократске акције Санџака Сулејмана Угљанина, Савеза војвођанских Мађара, Треће Србије, Црногорске партије, Руске странке, Доста је било и Партије за демократско деловање. Бошњачка демократска заједница Емира Елфића је створила мањинску коалицију Листа националних заједница (тј. наследница коалиције Све заједно из 2012) заједно са Грађанским савезом Мађара, Демократском заједницом Хрвата, Мађарским покретом наде и Странком мађарског јединства. Русинска демократска странка и Словачка демократска странка су формирале заједничку листу "Коалиција свих народа и народности". Сабор српског јединства је заједно са Српским сабором Заветници, Слободном Србијом и Народним покретом Препород Србије направио коалицију "Патриотски фронт" предвођену лидером ССЈ-а Бориславом Пелевићем.

## Истраживања јавног мњења

### Пре расписивања избора
| Истраживач  | Извор | Период                | СНС   | ДС    | СПС   | ДСС  | ЛДП | СРС  | Двери | УРС  | Остали                      |
| ----------- | ----- | --------------------- | ----- | ----- | ----- | ---- | --- | ---- | ----- | ---- | --------------------------- |
| Фактор плус | [31]  | 20 — 26. јануар 2014. | 42,1% | 13,9% | 10,5% | 6,8% | 5%  | 2,4% | 1,9%  | 2,8% | ПУПС 1,8% СДПС 2,5%         |
| Ипсос       | [32]  | јул 2013.             | 45%   | 14%   | 14%   | 5%   | 5%  | 3%   | 4%    | 4%   | ПУПС 2% СВМ 2%              |
| Ипсос       | [33]  | јун 2013.             | 42%   | 17%   | 11%   | 6%   | 6%  | 4%   | 2%    | 2%   | ПУПС 2% СВМ 2% ЈС 2% ЛСВ 1% |
| Ипсос       | [34]  | мај 2013.             | 43%   | 17%   | 12%   | 6%   | 4%  | 4%   | 4%    | 2%   | ПУПС 2% СВМ 2% ЈС 2% ЛСВ 2% |
| Ипсос       | [35]  | април 2013.           | 43%   | 17%   | 13%   | 6%   | 5%  | 3%   | 2%    | 4%   | ПУПС 2% СВМ 2% ЛСВ 2%       |
| Ипсос       | [36]  | март 2013.            | 43%   | 17%   | 15%   | 5%   | 5%  | 3%   | 1%    | 3%   | СВМ 3% ЈС 1% ПУПС 1% ЛСВ 1% |
| Ипсос       | [37]  | фебруар 2013.         | 41%   | 13%   | 13%   | 7%   | 7%  | 5%   | 2%    | 3%   | 8%                          |

### Након расписивања избора
| Истраживач  | Период                  | СНС  | ДС   | НДС  | СПС  | ДСС | УРС | ЛДП | СРС | Двери | Остали | Извор  |
| ----------- | ----------------------- | ---- | ---- | ---- | ---- | --- | --- | --- | --- | ----- | ------ | ------ |
| Нинамедиа   | 5. фебруар 2014.        | 44,7 | 14,1 | N/A  | 12,6 | 7,1 | 3,3 | 4,0 | 3,1 |       | 11,1   | [ 38 ] |
| Фактор Плус | 5.–6. фебруар 2014.     | 43,0 | 11,6 | N/A  | 13,1 | 7,0 | 2,6 | 5,2 | 2,8 |       | 6,8    | [ 39 ] |
| Нинамедиа   | 14. фебруар 2014.       | 44,1 | 14,2 | N/A  | 15,1 | 6,1 | 3,1 | 4,7 | 3,4 |       | 9,3    | [ 40 ] |
| Фактор Плус | 15. фебруар 2014.       | 41,4 | 10,5 | 7,8  | 13,2 | 7,0 | 2,7 | 5,1 | 2,3 | 3,0   | 7,3    | [ 41 ] |
| Нинамедиа   | 16.–18. фебруар 2014.   | 44,9 | 10,2 | 5,9  | 13,8 | 6,8 | 3,1 | 4,6 | 3   | 2,9   | 4,8    | [ 42 ] |
| Ипсос       | половина фебруара 2014. | 50,1 | 4,2  | 11,8 | 13,2 | 6,8 | 2,8 | 5,1 | 2   | 2,2   | 1,9    | [ 44 ] |
| Информер    | половина фебруара 2014. | 48,8 | 6,1  | 8,6  | 9,4  | 7,8 | 5,3 | 4,7 | 1,4 | 2,9   | 5      | [ 45 ] |
| Фактор Плус | 16. фебруар 2014.       | 44,6 | 9,1  | 8    | 13   | 6,8 |     | 5,2 |     |       | 13,2   | [ 47 ] |
| Нинамедиа   | 23.–25. фебруар 2014.   | 45,2 | 9,9  | 6,1  | 13,1 | 7,2 | 3,8 | 4,8 | 2,9 | 3     | 4      | [ 51 ] |
| ЦеСИД       | 22.-28. фебруар 2014.   | 44   | 7    | 8    | 13   | 5   | 4   | 6   | 3   | 4     | 6      | [ 52 ] |
| Нинамедиа   | 22.-28. фебруар 2014.   | 44,9 | 10,4 | 7    | 13,9 | 6,9 | 3,6 | 4,6 | 2,8 | 3,1   | 2,9    | [ 53 ] |
| Нинамедиа   | 6.-9. март 2014.        | 43,3 | 9,7  | 7,3  | 15,1 | 6,4 | 3,8 | 4,5 | 3,5 | 3,1   | 3,3    | [ 55 ] |

## Резултати
Резултати Републичке изборне комисије на основу 100,00% обрађених бирачких места.
|                               |                                         |           |        |         |      |
| Партија                       | Партија                                 | Гласови   | %      | Мандати | +/–  |
|                               | Будућност у коју верујемо               | 1.736.920 | 49,96  | 158     | +71  |
|                               | СПС–ПУПС–ЈС                             | 484.607   | 13,94  | 44      | 0    |
|                               | За демократску Србију                   | 216.634   | 6,23   | 19      | –32  |
|                               | НДС–З коалиција                         | 204.767   | 5,89   | 18      | +12  |
|                               | Демократска странка Србије              | 152.436   | 4,38   | 0       | –21  |
|                               | Двери                                   | 128.458   | 3,69   | 0       | 0    |
|                               | ЛДП–БДЗС–СДУ                            | 120.879   | 3,48   | 0       | –15  |
|                               | Уједињени региони Србије                | 109.167   | 3,14   | 0       | –16  |
|                               | Савез војвођанских Мађара               | 75.294    | 2,17   | 6       | +1   |
|                               | Доста је било                           | 74.973    | 2,16   | 0       | нова |
|                               | Српска радикална странка                | 72.303    | 2,08   | 0       | 0    |
|                               | Странка демократске акције Санџака      | 35.157    | 1,01   | 3       | +1   |
|                               | Партија за демократско деловање         | 24.301    | 0,70   | 2       | +1   |
|                               | Трећа Србија                            | 16.206    | 0,47   | 0       | нова |
|                               | Руска странка                           | 6.547     | 0,19   | 0       | нова |
|                               | Црногорска партија–Комунистичка партија | 6.388     | 0,18   | 0       | 0    |
|                               | Патриотски фронт                        | 4.514     | 0,13   | 0       | нова |
|                               | Листа националних заједница             | 3.983     | 0,11   | 0       | –1   |
|                               | РДС–СДС                                 | 3.182     | 0,09   | 0       | нова |
| Укупно                        | Укупно                                  | 3.476.716 | 100,00 | 250     | 0    |
|                               |                                         |           |        |         |      |
| Важећи гласови                | Важећи гласови                          | 3.476.716 | 96,78  |         |      |
| Неважећи/празни гласови       | Неважећи/празни гласови                 | 115.659   | 3,22   |         |      |
| Укупно гласова                | Укупно гласова                          | 3.592.375 | 100,00 |         |      |
| Регистровани бирачи/излазност | Регистровани бирачи/излазност           | 6.765.998 | 53,09  |         |      |
| Извор: РИК                    |                                         |           |        |         |      |

 - мањинска листа